# Találkozás Vénusszal
A Találkozás Vénusszal (eredeti cím: Meeting Venus) 1991-ben bemutatott filmdráma Szabó István rendezésében. A forgatókönyvet Szabó István és Michael Hirst írta. 

## Rövid ismertető
Európa különböző részéről művészek gyűlnek össze, hogy egy operaelőadást létrehozzanak. A karmester magyar. Az opera Richard Wagner Tannhäuser című műve, melyet évekkel korábban Szabó István valóban megrendezett a párizsi operaházban. A forgatókönyvírók választása azonban nem emiatt esett erre a Wagner-operára.

## A film készítése
A rendező a hazai bemutató előtt adott interjújában az opera választását így indokolta: 
„Megpróbáltunk csinálni egy olyan filmet, amelyben a hősök ugyanolyan helyzetben vannak, mint az évszázadokkal ezelőtt élt dalnok, Tannhäuser, vagyis mindannyian kétségek közt élnek, egyikük sem tudja, hogyan rendezze az életét. Mind-mind a mai Európa ideológiai zavaraival, bizonytalanságaival terheltek, nem tudják eldönteni, mit is tegyenek. Most azonban van egy közös céljuk: létrehozni egy előadást.”
A hazai kritika a film derűs, könnyed, oldott hangvételét emelte ki. Az 1980-as években készült történelmi filmtrilógia (Mephisto, Redl ezredes, Hanussen) drámái után ez ismét váltást jelentett Szabó István rendezői pályáján.
A filmet Magyarországon, nagyobb részt magyar gyártási stábbal forgatták. Ősbemutatóját a Velencei Filmfesztiválon 1990 szeptemberében tartották, hazai premierje 1991. november 8-án volt.

## Szereposztás
| Szerep                    | Színész                               | Magyar hangja |
| ------------------------- | ------------------------------------- | ------------- |
| Karin Anderson / Vénusz   | Glenn Close                           | N/A           |
| Szántó Zoltán karmester   | Niels Arestrup                        | Gáti Oszkár   |
| Jorge Picabia             | Erland Josephson                      | N/A           |
| Jean Gabor igazgató       | Moscu Alcalay                         | N/A           |
| Miss Malikoff             | Macha Méril                           | N/A           |
| Monique Angelo            | Johanna ter Steege                    | N/A           |
| Maria Krawiecki           | Maite Nahyr                           | N/A           |
| Stefano del Sarto         | Victor Poletti                        | N/A           |
| von Schneider             | Marián Labuda                         | N/A           |
| Taylor                    | Jay O. Sanders                        | N/A           |
| von Binder                | Dieter Laser                          | N/A           |
| Yvonne                    | Maria de Mederios                     | N/A           |
| Monique Angelo            | Johanna ter Steege                    | N/A           |
| Erzsébet (Tannhäuserből)  | Kiri Te Kanawa                        | saját hangján |
| Tannhäuser                | René Kollo                            | saját hangján |
| Jana                      | Bánsági Ildikó                        | saját hangján |
| Edit, Szántó felesége     | Udvaros Dorottya                      | saját hangján |
| Leuchter úr, első hegedűs | Szabó Sándor                          | saját hangján |
| Új első hegedűs           | Márton András                         | saját hangján |
| Második hegedűs           | Tarján Györgyi                        | saját hangján |
| Újságírók                 | Kepes András Schiffer Pál Simó Sándor | saját hangján |
| Marie France              | Pregitzer Fruzsina                    | saját hangján |